# كأس السوبر الأندوري 2012
بطولة كأس السوبر الأندوري 2012 هي النسخة العاشرة من بطولة كأس السوبر الأندوري ، لعب يوم 16 سبتمبر 2012 في أيكسوفال ، بين فريق لوسيتانوس الفائز بالدوري وفريق سانتا كولوما الفائز بكأس أندورا. وقد انتهت المباراة بفوز لوسيتانوس بالمباراة بنتيجة 2–1 ليحصد لقبه الأول في تاريخ البطولة.

## التفاصيل
| لوسيتانوس | 2–1 | سانتا كولوما |
| --------- | --- | ------------ |
|           |     |              |